# Kanton Hirson
Kanton Hirson (fr. Canton d'Hirson) je francouzský kanton v departementu Aisne v regionu Hauts-de-France. Tvoří ho 26 obcí. Před reformou kantonů 2014 ho tvořilo 13 obcí.

## Obce kantonu
od roku 2015:
| - Any-Martin-Rieux - Aubenton - Beaumé - Besmont - Bucilly - Buire - Coingt - Effry - Éparcy - La Hérie - Hirson - Iviers - Jeantes | - Landouzy-la-Ville - Leuze - Logny-lès-Aubenton - Martigny - Mondrepuis - Mont-Saint-Jean - Neuve-Maison - Ohis - Origny-en-Thiérache - Saint-Clément - Saint-Michel - Watigny - Wimy |

před rokem 2015:
- Bucilly
- Buire
- Effry
- Éparcy
- La Hérie
- Hirson
- Mondrepuis
- Neuve-Maison
- Ohis
- Origny-en-Thiérache
- Saint-Michel
- Watigny
- Wimy